# Mistrzostwa Afryki w futsalu
Mistrzostwa Afryki w Futsalu rozgrywane są od 1996, kiedy to po raz pierwszy odbyły się w Egipcie. Dotąd trzykrotnie złote medale zdobyła reprezentacja Egiptu – w 1996, 2000 i 2004. Dwa pierwsze turnieje z uwagi na małą liczbę uczestników odbyły się w systemie rozgrywek "każdy z każdym".
| 1996 | Egipt        | Egipt                      |              | Ghana    | Zimbabwe |       | Somalia                      |
| 2000 | Egipt        | Egipt                      |              | Maroko   | Libia    |       | Republika Południowej Afryki |
| 2004 | Egipt        | Egipt                      | 10 – 2 3 – 5 | Mozambik | Maroko   |       |                              |
| 2008 | Libia        | Libia                      | 4 – 3        | Egipt    | Maroko   | 3 – 1 | Mozambik                     |
| 2011 | Burkina Faso | mistrzostwa nie odbyły się | –            | –        | –        | –     | –                            |

## Medaliści mistrzostw Afryki w futsalu według kraju
| Reprezentacja | Zwycięzca            | 2. miejsce | 3. miejsce     |
| ------------- | -------------------- | ---------- | -------------- |
| Egipt         | 3 (1996, 2000, 2004) | 1 (2008)   |                |
| Libia         | 1 (2008)             |            | 1 (2000)       |
| Maroko        |                      | 1 (2000)   | 2 (2004, 2008) |
| Mozambik      |                      | 1 (2004)   |                |
| Ghana         |                      | 1 (1996)   |                |
| Zimbabwe      |                      |            | 1 (1996)       |